# 克里斯·克丁斯
克里斯·克丁斯（英語：Chris Kettings，1992年10月25日—）是一位蘇格蘭足球運動員，在場上司職守門員。他現在效力於英超球隊水晶宮。克丁斯也代表蘇格蘭國家青年足球隊參加賽事。

## 外部連結
- 足球数据库：克里斯·克丁斯的球员统计数据